# На варті життя (монета)
«На ва́рті життя́» (присвя́чується військо́ви́м ме́дикам)  — пам'ятна монета номіналом 10 гривень, випущена Національним банком України. Присвячена військовим медикам — людям, чия професія поєднує в собі медичні та військові знання, які самовіддано служать Україні, щодня рятуючи життя її захисників, здійснюють подвиг милосердя, мужності та стійкості.
Монету введено в обіг 26 грудня 2019 року. Вона належить до серії Збройні Сили України.

## Опис та характеристики монети
| Номінал грн. | Метал                 | Маса, грам | Діаметр, мм. | Якість виготовлення | Гурт     | Тираж, штук |
| ------------ | --------------------- | ---------- | ------------ | ------------------- | -------- | ----------- |
| 10           | сплав на основі цинку | 12,4       | 30           | анциркулейтед       | рифлений | 1 000 000   |

### Аверс
На аверсі монети розміщено: малий Державний Герб України (ліворуч), напис УКРАЇНА (угорі півколом), рік карбування монети 2019 (праворуч), номінал ДЕСЯТЬ ГРИВЕНЬ (півколом унизу); у центрі — стилізовану композицію: полум'я, на тлі якого — хрест, символ медицини, навколо — камуфльовані уламки, що символізують драматизм війни; унизу між уламками — логотип Банкнотно-монетного двору Національного банку України.

### Реверс
На реверсі монети розміщено стилізовану композицію: військовий медик надає допомогу пораненому бійцеві під час бойових дій, дзеркальні силуети гелікоптера та групи військових, які прямують до нього з ношами (ліворуч); напис: НА ВАРТІ ЖИТТЯ (унизу).

## Автори
- Художник: Любов Андрощук.

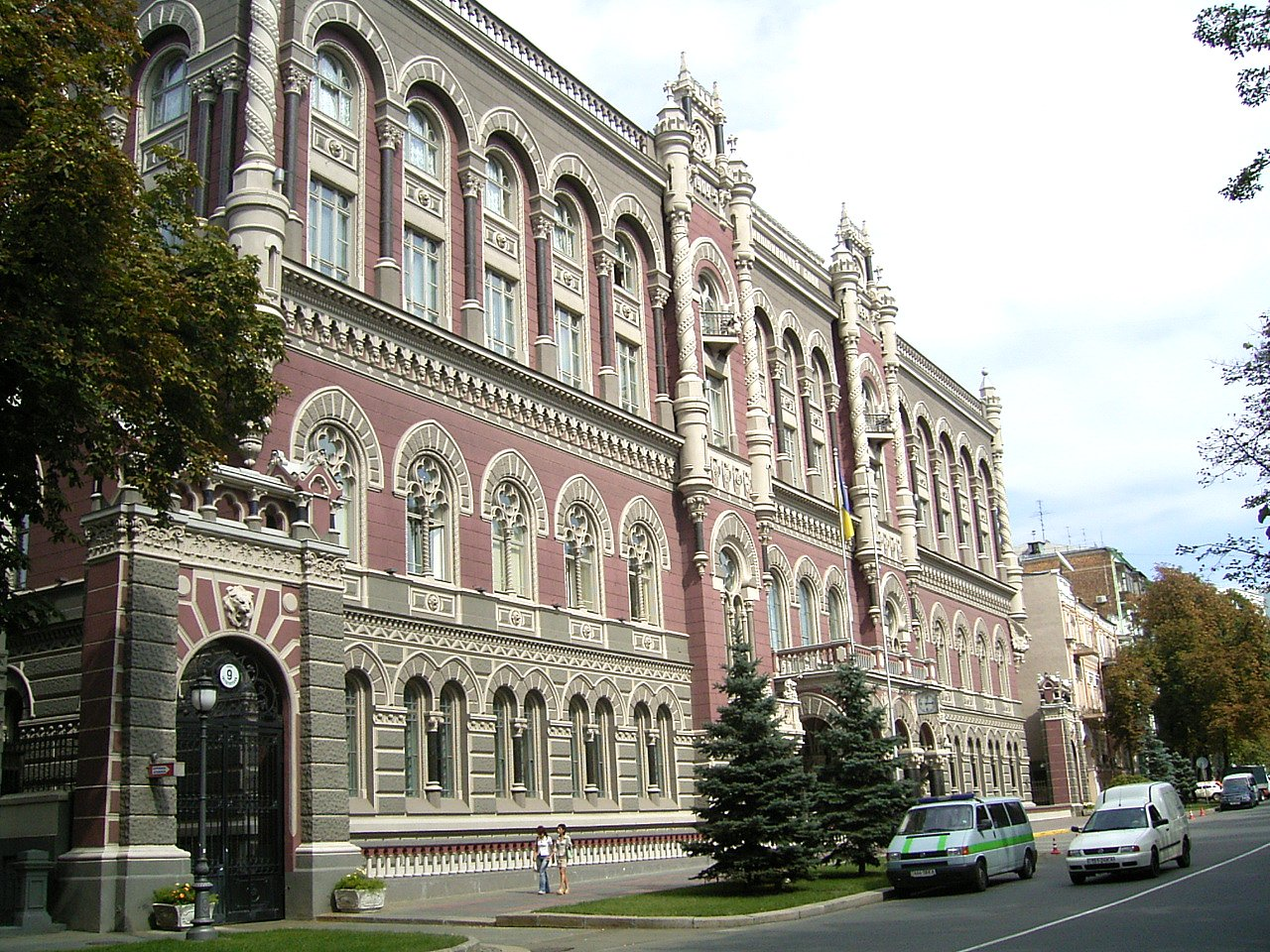
Будівля Національного банку України

- Скульптори: Володимир Атаманчук, Віталій Андріянов.

## Вартість монети
Під час введення монети в обіг 2019 року, Національний банк України розповсюджував монету за номінальною вартістю — 10 гривень.
Фактична приблизна вартість монети, з роками змінювалася так:
| Рік       | 2020 | 2021 | 2022 | 2023 | 2024 | 2025 |
| --------- | ---- | ---- | ---- | ---- | ---- | ---- |
| Ціна, грн | 14   | 14   | 15   | 20   | 50   | 110  |

Всім, безперешкодно до 31 жовтня 2021 року на офіційних сторінках Інтернет-магазину нумізматичної продукції Національного банку України, можна було придбати монету за її номінальною вартістю 10 гривень.